# Herefordshire
Herefordshire (IPA: [ˈhɛrɨfərdʃɪər]) Anglia egyik ceremoniális megyéje és egyben egységes hatósága (angolul unitary authority) Nyugat-Közép-Anglia (West Midlands) régióban. Közigazgatási székhelye Hereford.
Lakossága 2014-ben 183 600 fő volt.

## Földrajza

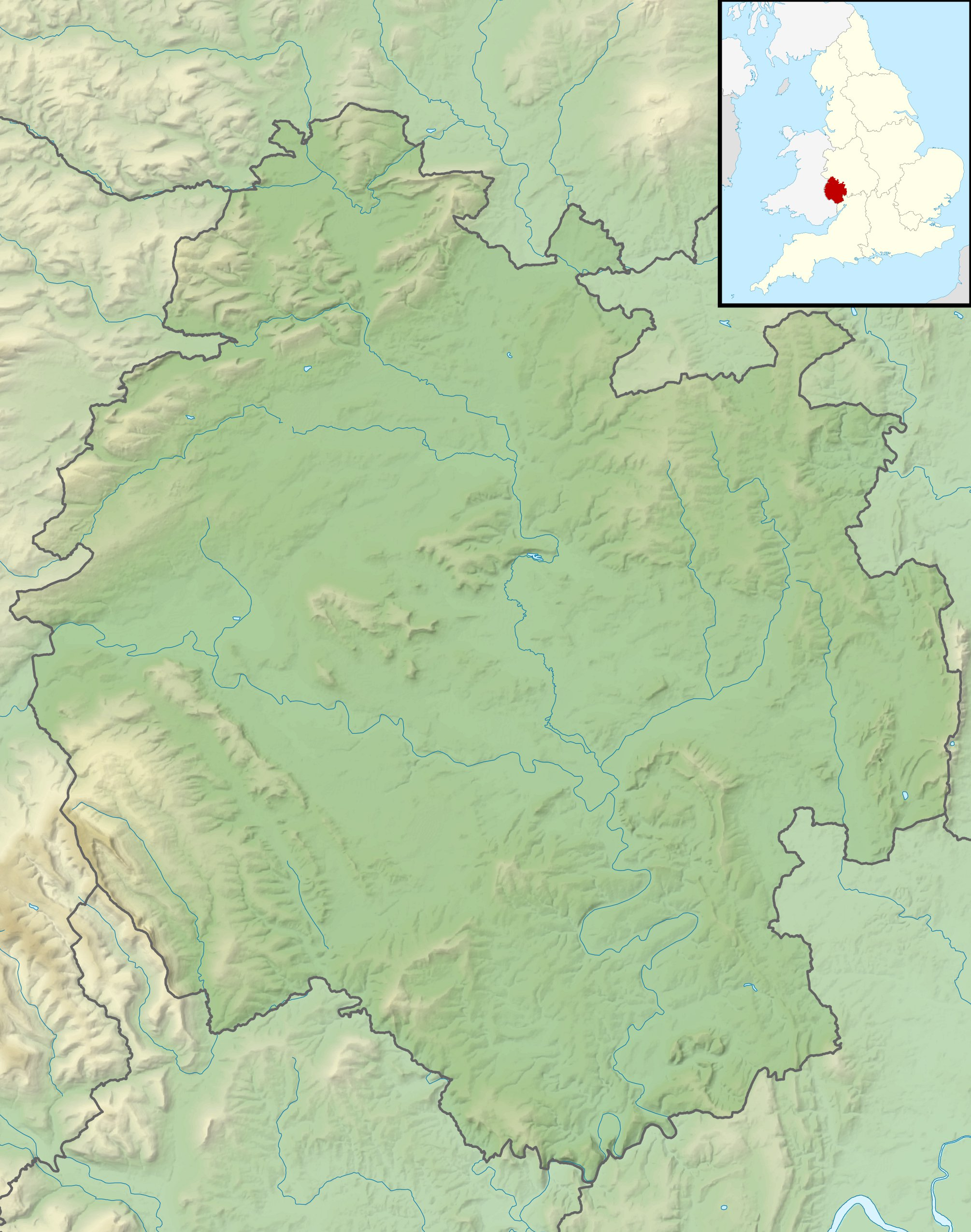
Herefordshire domborzati térképe

Északról Shropshire, keletről Worcestershire, délkeletről Gloucestershire, délnyugatról és nyugatról pedig Wales Monmouthshire és Powys elsődleges területével (principal area) határos.
Herefordshire területe 2180 km², amellyel a 48 ceremoniális megye között a 26., a tovább nem osztott közigazgatási egységek között viszont a 7. 
A megye legfontosabb folyója a Wye, amely nyugatról, Wales felől érkezik, átfolyik Herefordon, majd délen visszatér Walesbe. Legfontosabb mellékfolyója a Lugg, amely áthalad Leominsteren.
A megyében két különleges szépségű terület található, a Wye-völgy Herefordtól délre, és a keleti, worcestershire-i határon fekvő Malvern Hills dombvidéke.

## Története
Miután a rómaiak kivonultak Britanniából, a mai Herefordshire Ergyng walesi királysághoz tartozott. A walesi nyelv sokáig fennmaradt a megyében, még I. Erzsébet idején is a herefordi püspök részt vett a Biblia walesi nyelvre való fordításában, mára azonban gyakorlatilag kihalt.
A 7. században a nyugati szászok telepedtek meg Herefordshire-ben és létrehozták Magonset királyságát, amelyet azonban Mercia hamarosan annektált. A 8. században Offa merciai király kitolta az országa határát a Wye folyóig és megépítette a Powys királyságától elválasztó Offa sáncát. 915-ben a dánok a Severnen felhajózva fosztogattak és elfogták Llandaff püspökét is. Miután Hódító Vilmos elfoglalta az angol trónt, Herefordshire Vad Edric vezetésével még két évig ellenállt a normannoknak.
I. Edwardot trónörökös korában a második báróháború során Hereford várában tartották fogva, ahonnan azonban sikerült megszöknie. 1326-ban a parlament II. Edwardot megbuktató ülése is Herefordban gyűlt össze.
A középkorban a megye gazdaságát a mezőgazdaság határozta meg, amihez a gyapjú és gyapjúszövet kereskedelme, valamint valamennyi vasércbányászat járult. VIII. Henrik idejében a város nagyon elszegényedtek és I. Erzsébet úgy próbálta fellendíteni a hazai ipart, hogy sürgette, hogy alattvalói Herefordban készített sapkát hordjanak. A komlótermesztés közvetlenül annak 1524-es Angliába való bevezetése után kezdődött meg. 1580-ban és 1637-ben pestisjárvány dúlt a megyében.
1974-ben Herefordshire-t és a szomszédos Worcestershire-t összevonták Hereford and Worcester megyébe, amely 1998-ban megszűnt és Herefordshire visszanyerte önállóságát, mint külön kerületekre nem bontott egységes hatóság.   

## Közigazgatás és politika

Herefordshire közigazgatási térképe

Herefordshire a legtöbb angol megyétől eltérően nem osztják kerületekre, a Herefordban ülésező megyei tanács közvetlenül irányítja.
A megye 2 képviselőt küldhet a parlament alsóházába. A 2015-ös választások után mindkettő a Konzervatív Párt jelöltje volt.
A megye nagyobb települései: Hereford (53 516 fő), Leominster (11691  fő), Ross-on-Wye (10 100 fő), Ledbury (9 900 fő), Bromyard (4 700 fő), Kington (2 626 fő). 

## Gazdaság
A megye gazdasága 1995 és 2003 között 1,6 milliárd fontról 2,2 milliárdra nőtt; ezen belül a mezőgazdaság 218 millióról 185 millióra csökkent, az ipar 567 millióról 708 millióra növekedett, a szolgáltatások pedig 836 millióról 1,3 milliárdra bővültek.
Agyagos talaja miatt a herefordshire-i mezőgazdaság hagyományosa a marhatenyésztésről és gyümölcstermesztésről ismert. Itt készítik a brit piacvezető almabormárkát, a Strongbowt és itt tenyésztették ki a Hereford marhafajtát. 

## Híres herefordshire-iek
- Dora Carrington festő
- David Garrick színész, drámaíró
- Ellie Goulding énekes

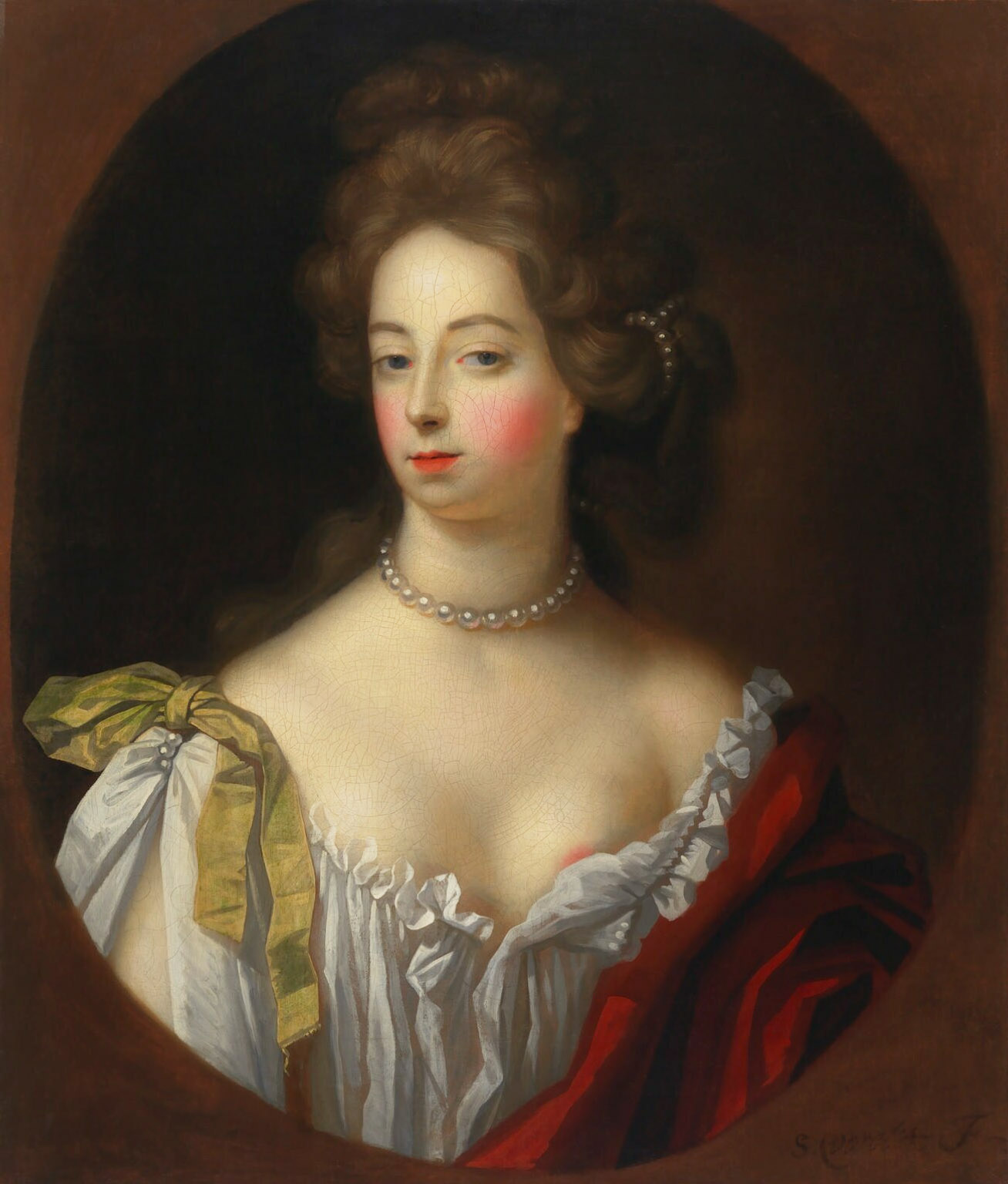
Nell Gwyn

- Nell Gwyn, II. Károly király szeretője
- Richard Hakluyt író
- Edward William Lane orientalista
- William Langland költő
- Albert Lee zenész
- John Masefield költő
- John Oldcastle eretnek
- Beryl Reid színész
- Thomas Traherne költő
- Fred West sorozatgyilkos

## Látnivalók

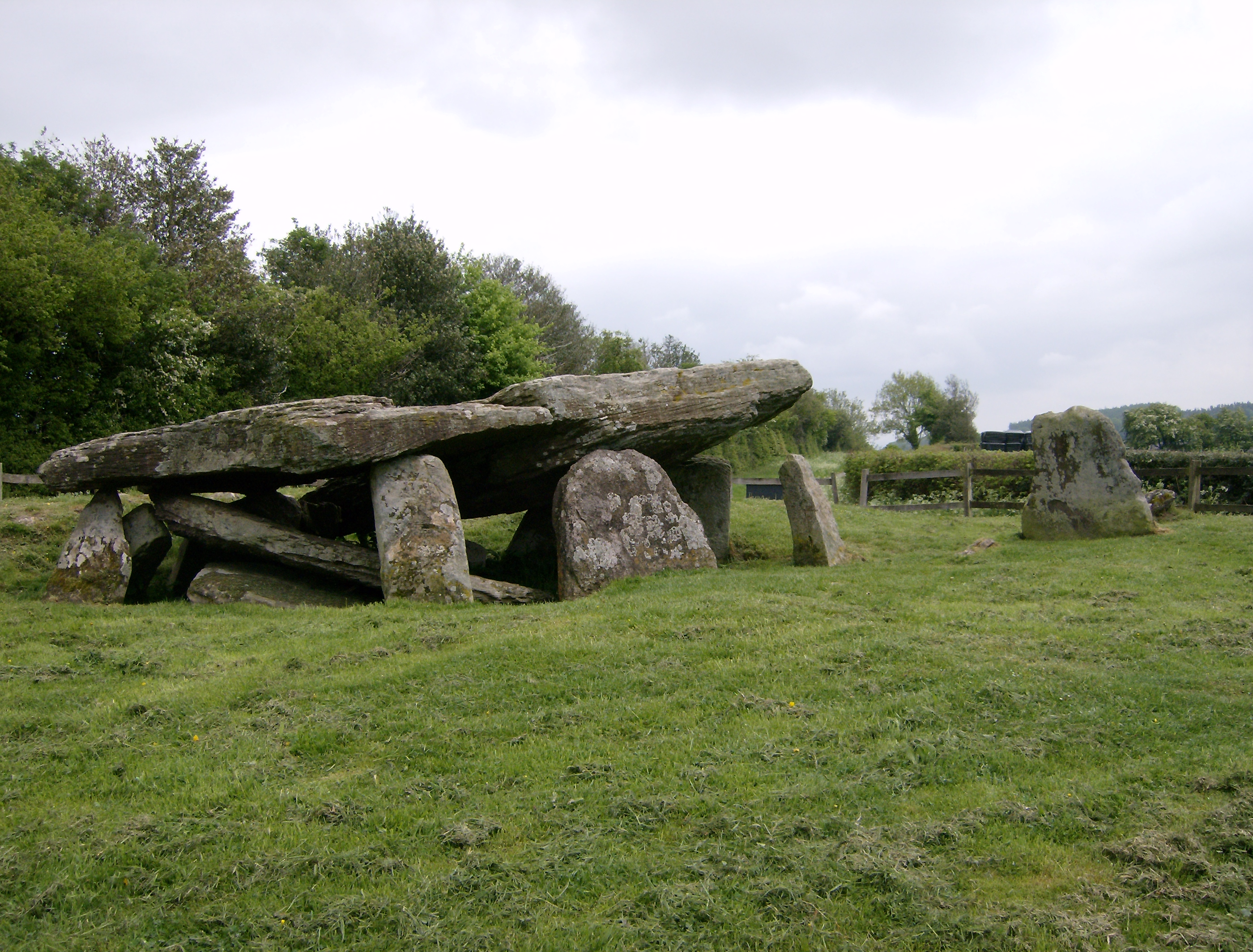
Arthur's Stone megalitikus sír
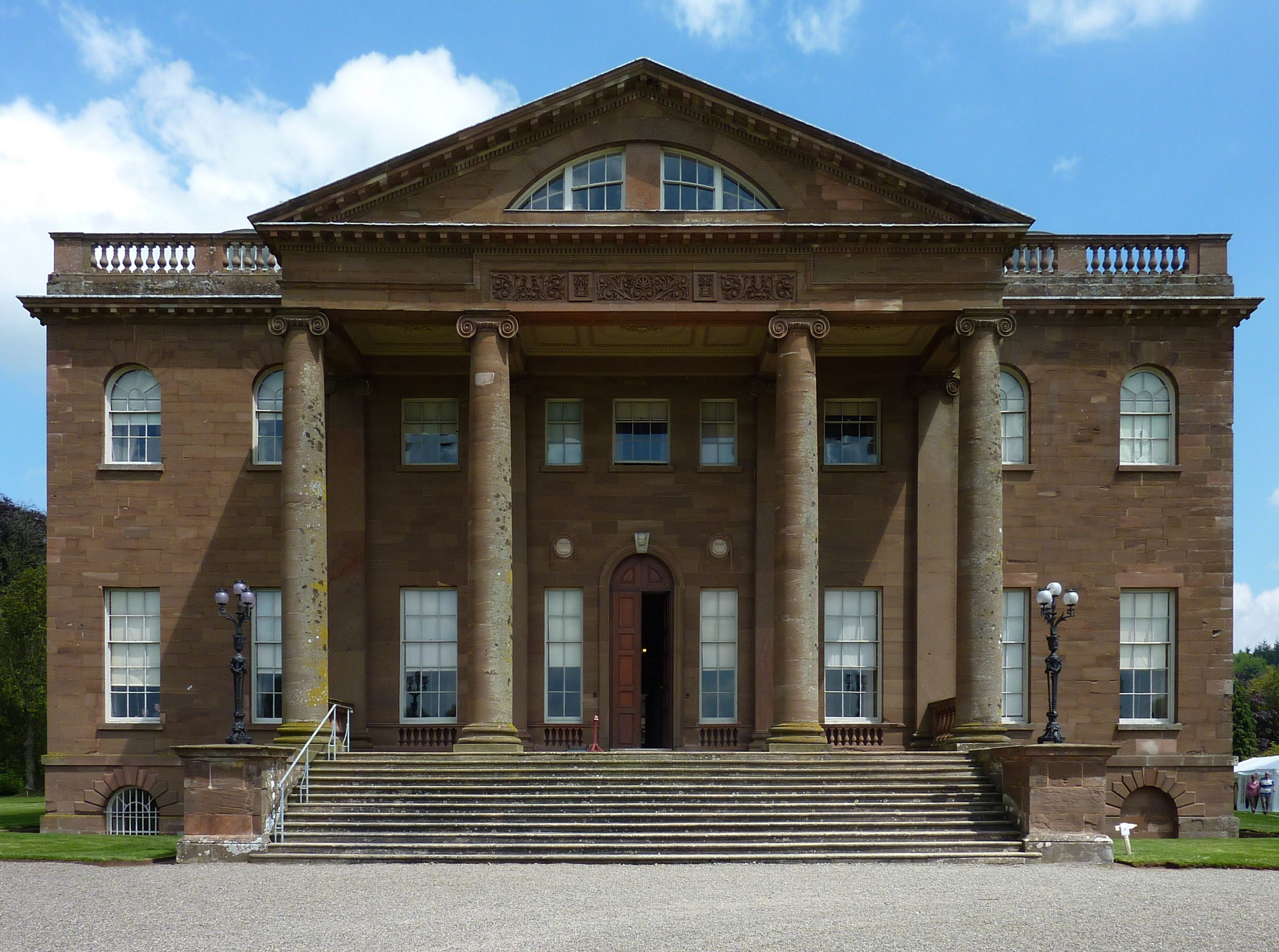
Berrington Hall
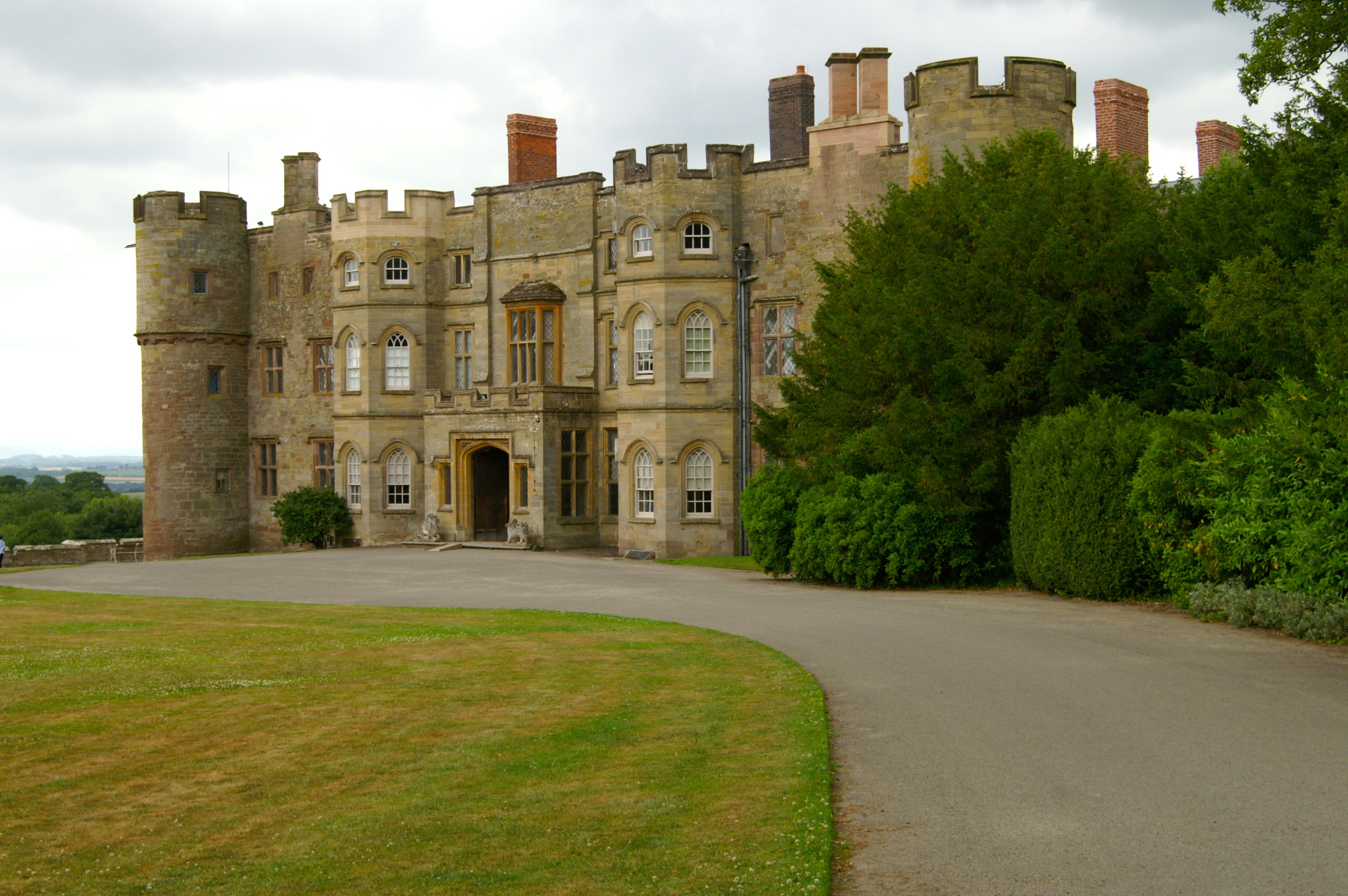
Croft Castle
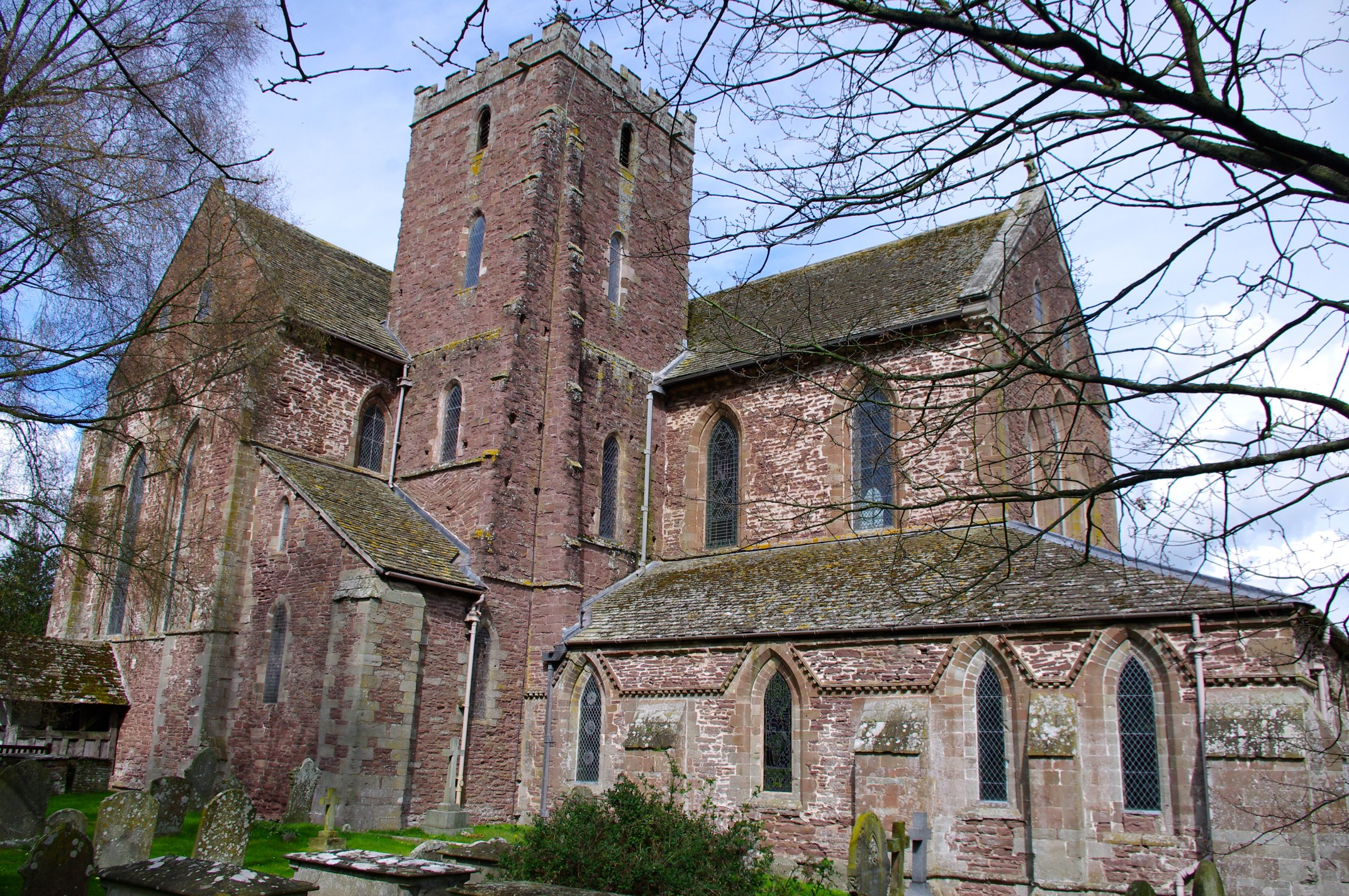
Abbey Dore-i apátság
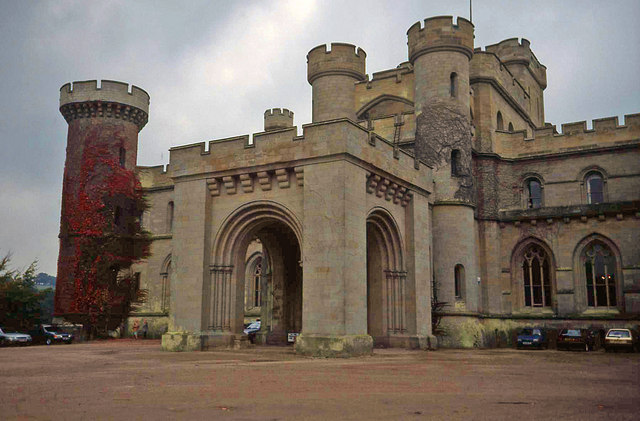
A 19. századi eastnori vár
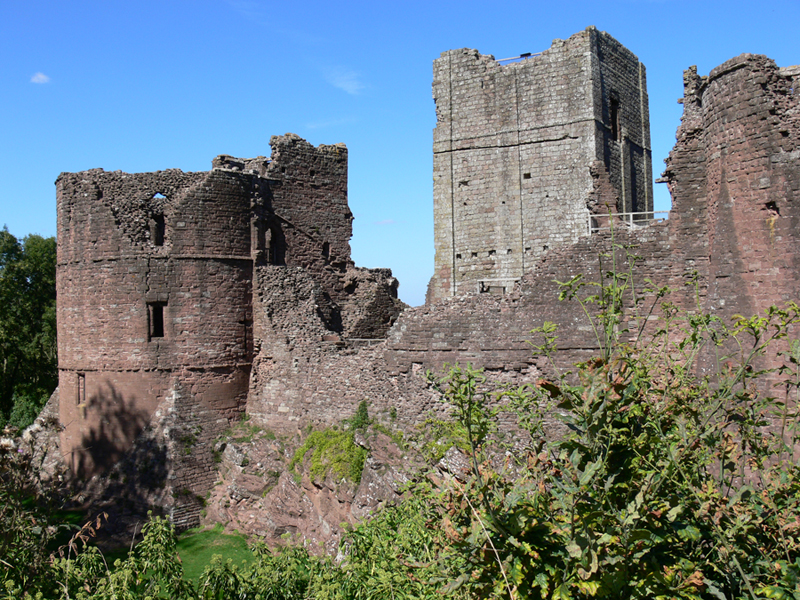
Goodrichi várrom
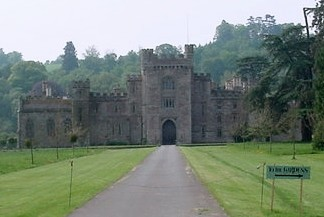
Hampton Court
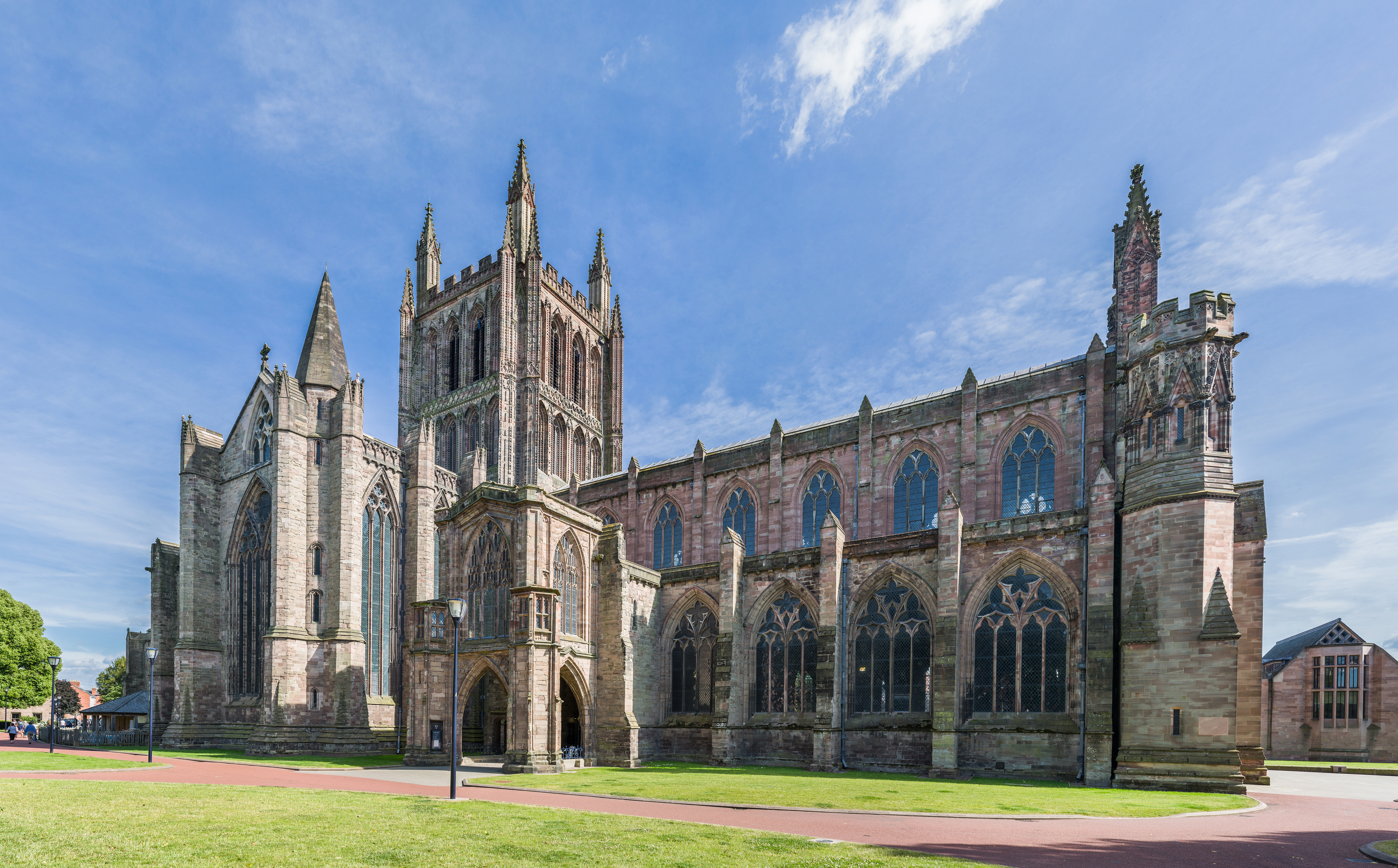
Hereford katedrálisa
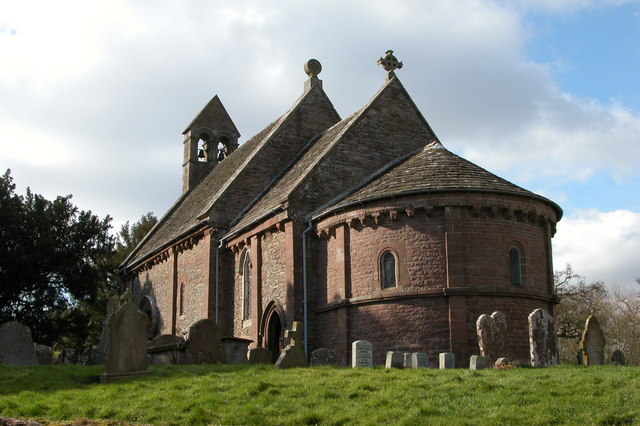
A 12. századi kilpecki templom
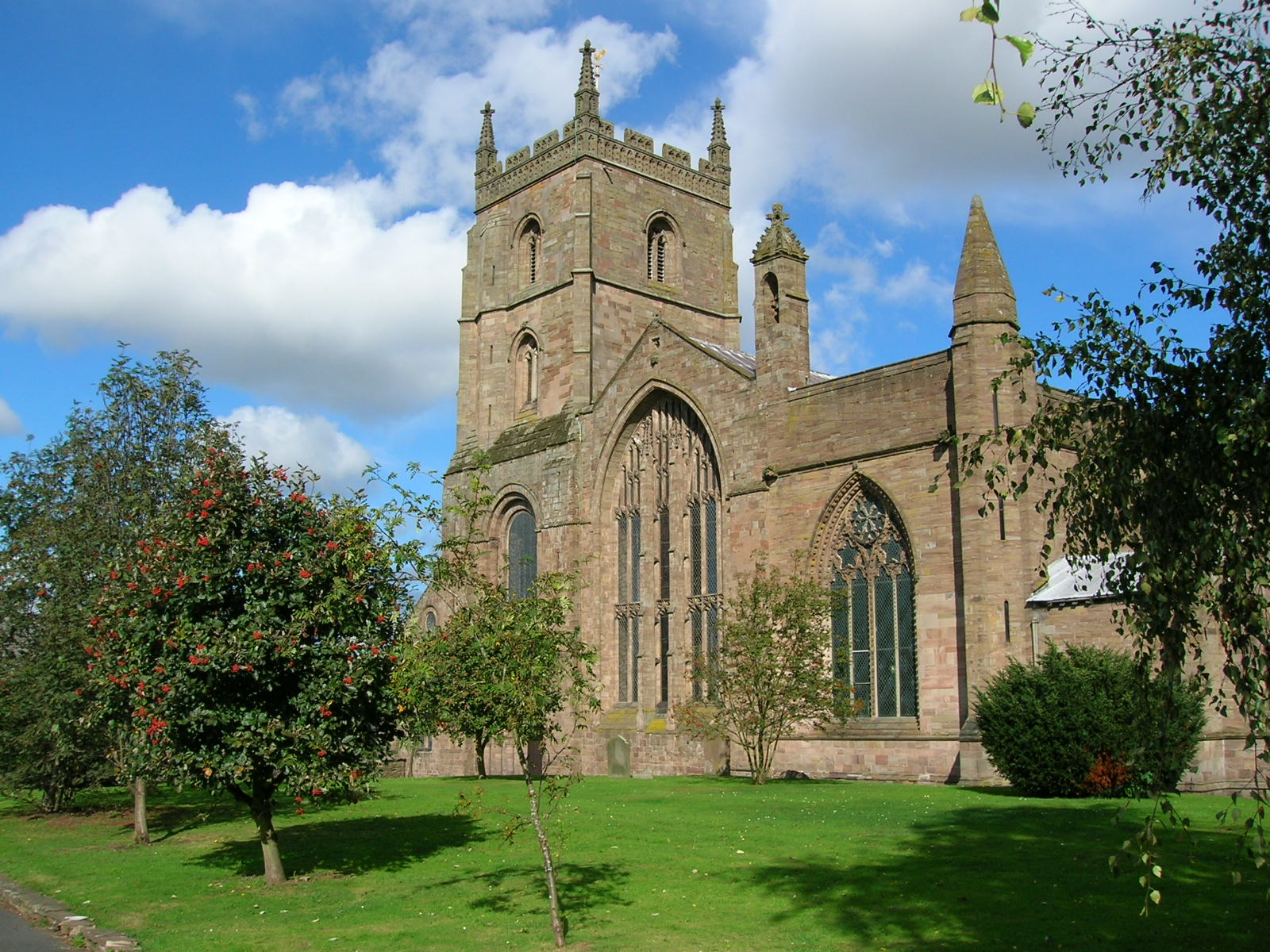
Leominster apátsági temploma

## Fordítás
Ez a szócikk részben vagy egészben  a   Herefordshire című angol Wikipédia-szócikk ezen változatának fordításán alapul.  Az eredeti cikk szerkesztőit annak laptörténete sorolja fel. Ez a jelzés csupán a megfogalmazás eredetét és a szerzői jogokat jelzi, nem szolgál a cikkben szereplő információk forrásmegjelöléseként.